# Белая королева (телесериал)
«Белая королева» (англ. The White Queen) — британский исторический сериал производства BBC, повествующий о событиях войны Алой и Белой розы. Снят по романам Филиппы Грегори.

## Сюжет
Сериал представляет собой адаптацию трёх романов Филиппы Грегори: «Белая королева», «Алая королева» и «Дочь Делателя королей». Действие сериала начинается в 1464 году, когда Война Алой и Белой розы длится уже девятый год. Дома Йорков и Ланкастеров — две части одной королевской семьи — ведут жестокую войну за право сесть на трон. В центре сюжета истории трёх женщин, которые, хотя и не ведут войны на поле брани, не менее изобретательны в способах достижения своих целей. Мужчины ведут войну за корону, женщины манипулируют мужчинами, чтобы прийти к власти. Елизавета Вудвилл, потеряв на войне мужа — сторонника Ланкастеров, использует свою красоту и молодость, чтобы влюбить в себя нового короля Эдуарда Йоркского и, став королевой, защитить своих детей. Маргарет Бофорт, также вдова Ланкастера, настолько ненавидит Йорков, что готова плести интриги и жестоко идти по головам, чтобы посадить на трон своего сына. Анна Невилл, младшая дочь «Делателя королей», волей случая оказавшись между двух домов, обретает своё счастье и власть королевы с помощью Ричарда Глостера, но она знает, что её жизнь построена на крови и обмане.

## Актёрский состав

### Йорки
- Макс Айронс — король Англии Эдуард IV
- Ребекка Фергюсон — Елизавета Вудвилл, «Белая королева», супруга Эдуарда IV
- Джеймс Фрейн — Ричард Невилл, 16-й граф Уорик, «Делатель королей»
- Кэролайн Гудолл — Сесилия Невилл, герцогиня Йоркская, мать Эдуарда IV, Джорджа Кларенса и Ричарда III
- Дэвид Оукс — Джордж, герцог Кларенс, брат Эдуарда IV
- Анейрин Барнард — Ричард, герцог Глостер, позже король Ричард III, брат Эдуарда IV
- Джанет Мактир — Жакетта Люксембургская, мать Елизаветы Вудвилл
- Фэй Марсей — Анна Невилл, дочь «Делателя королей», супруга Ричарда III
- Элеонор Томлинсон — Изабелла Невилл, герцогиня Кларенс, супруга Джорджа, герцога Кларенса, старшая сестра Анны Невилл
- Джульет Обри — Анна Бошан, графиня Уорик, супруга «Делателя королей»
- Сонн Эшбурн Серкис — Эдуард, принц Уэльский, позже король Эдуард V, старший сын Эдуарда IV и Елизаветы Вудвилл; один из принцев в Тауэре
- Фрейя Мейвор — Елизавета Йоркская, старшая дочь Эдуарда IV и Елизаветы Вудвилл

### Ланкастеры
- Аманда Хейл[англ.] — Маргарет Бофорт, «Алая королева», мать Генриха Тюдора
- Верле Батенс — Маргарита Анжуйская, супруга Генриха VI
- Джои Бэти — Эдуард Вестминстерский, сын Генриха VI и Маргариты Анжуйской, первый муж Анны Невилл
- Майкл Маркус — Генрих Тюдор; сын и наследник Маргарет Бофорт от второго брака с Эдмундом Тюдором, 1-м графом Ричмондом
- Том МакКэй — Джаспер Тюдор, деверь Маргарет Бофорт

### Другие
- Френсис Томелти — леди Маргарет Бошан, мать Маргарет Бофорт
- Майкл Малони — сэр Генри Стаффорд, третий муж Маргарет Бофорт
- Бен Лэмб — Энтони Вудвилл, 2-й граф Риверс, брат Елизаветы Вудвилл
- Хью Митчелл — Ричард Уэллс, сводный брат Маргарет Бофорт
- Руперт Янг — Уильям Герберт, 1-й граф Пембрук
- Роберт Пью — Ричард Вудвилл, 1-й граф Риверс, отец Елизаветы Вудвилл
- Руперт Грейвс — лорд Томас Стэнли, четвёртый муж Маргарет Бофорт
- Эндрю Гауэр — лорд Стрендж, сын лорда Стэнли
- Шон Дули — сэр Роберт Брэкенбери, соратник Ричарда III
- Артур Дарвилл — Генри Стаффорд, 2-й герцог Бекингем
- Эмили Беррингтон — Джейн Шор, фаворитка Эдуарда IV

## Эпизоды
| № | Название                                      | Режиссёр    | Автор сценария     | Дата премьеры   | Зрители в Великобритании (млн) |
| --- | --------------------------------------------- | ----------- | ------------------ | --------------- | ------------------------------ |
| 1 | «Влюблённая в короля» «In Love With the King» | Джеймс Кент | Эмма Фрост         | 16 июня 2013    | 5,33                           |
| 1464 год. Елизавета Вудвилл, становится вдовой после гибели своего мужа Джона Грея, во время «Войны Алой и Белой розы» сражавшегося на стороне Ланкастеров, и лишается всего его имущества. По совету своей матери Жакетты Елизавета взывает о помощи к новому королю Эдуарду IV из династии Йорков. Эдвард, имеющий репутацию бабника, очарован красотой Елизаветы и предпринимает усилия, чтобы увидеть её снова. Когда Елизавета отвергает сексуальные домогательства короля, он соглашается взять её в жёны и сделать королевой Англии. Однако тайная женитьба приходится не по вкусу королевскому двору, особенно матери Эдуарда, герцогине Сесилии, и его самому верному советнику, графу Уорику. |                                               |             |                    |                 |                                |
| 2 | «Цена власти» «The Price of Power»            | Джеймс Кент | Эмма Фрост         | 23 июня 2013    | 5,70                           |
| Май 1464 года. С целью заглушить критиков брака проводится пышная церемонии коронации Елизаветы. Недовольство Уорика выбором Эдуарда приводит к тому, что он отказывается позволить своим дочерям стать фрейлинами Елизаветы. Малолетняя сестра Елизаветы Кэтрин выдана замуж за Генри Стаффорда, герцога Бекингема. Маргарет Бофорт, у которой Йорки отняли её сына Генри Тюдора, живет в надежде, что ей вернут мальчика. Уорик берет в плен бывшего короля Генриха VI, которого сажают в Тауэр. Он также использует свою дочь Изабеллу для того, чтобы породнить дома Невиллей и Йорков и выдаёт её замуж за младшего брата короля Эдуарда Джорджа, герцога Кларенса, и предполагаемого престолонаследника короля Эдуарда. Уорик при поддержке Джорджа берёт в плен короля Эдуарда, а также казнит отца Елизаветы и её брата Джона. Елизавета проклинает Уорика и Джорджа. |                                               |             |                    |                 |                                |
| 3 | «Буря» «The Storm»                            | Джеймс Кент | Эмма Фрост         | 30 июня 2013    | 5,32                           |
| 1469 – 17 апреля 1470. После организации мятежа, в ходе которого были казнены отец и брат Елизаветы, граф Уорик отправляется в парламент, где рассчитывает добиться провозглашения королём Англии Джорджа, герцога Кларенса, но терпит неудачу. Эдуард и Уорик заключают хрупкий мир. Перемирие длится недолго, после чего Уорик вместе с Джорджем вновь поднимают восстание, притворяясь, что за мятежом стоит жена свергнутого короля Генриха VI Маргарита Анжуйская. После раскрытия заговора Джордж и Уорик вместе с семьей вынуждены бежать в Кале (Франция). Их сторонники в Англии, в том числе Маргарет Бофорт, собравшая войско для поддержки мятежников, расплачиваются за последствия своих решений. Стремясь отомстить за смерть своего отца и брата, Елизавета и её мать Жакетта обращаются к оккультизму, что приводит к трагическим последствиям для Изабеллы Невилл, у которой во время путешествия через Ла-Манш в разгар сильной бури рождается мёртвый ребенок. |                                               |             |                    |                 |                                |
| 4 | «Злая королева» «The Bad Queen»               | Джейми Пейн | Лиза Макги         | 7 июля 2013     | 5,0                            |
| 1470. Потерпев неудачу при попытке посадить на трон Джорджа и бежав во Францию, Уорик в отчаянии обращается за помощью к Маргарите Анжуйской, жене свергнутого короля Генриха VI. Делатель королей собирается выдать свою младшую дочь Анну замуж за сына Генриха VI и Маргариты, жестокого и порочного Эдуарда Ланкастера. Маргарита берёт с Уорика клятву верности и отправляет его в Англию захватить Лондон, после чего вернуть трон её мужу, а также покончить с Елизаветой. В Лондоне Эдуард и Елизавета обеспокоены известием о данном союзе и привлекают на свою сторону герцогиню Сесилию. Войско Уорика и Джорджа неожиданно нападает Лондон и без боя берёт город под контроль, после чего король бежит из столицы. По обвинению в колдовстве арестована мать Елизаветы Жакетта, и Уорик устраивает над ней показной суд, обвиняя, что она с помощью ворожбы поспособствовала заключению браку между Эдуардом и Елизаветой. Но процесс сорван, когда Жакетта угрожает привлечь для защиты Маргариту Анжуйскую, свою лучшую подругу на протяжении долгих лет. Уорик возвращает престол Генриху VI. Маргарет Бофорт представляет ему своего сына Генриха Тюдора. Тем временем Елизавета вместе с детьми бежит из Тауэра и находит убежище в Вестминстерском аббатстве, где рожает мальчика. |                                               |             |                    |                 |                                |
| 5 | «Война из первых рук» «War at First Hand»     | Джейми Пейн | Малькольм Кэмпбелл | 14 июля 2013    | 4,56                           |
| октябрь 1470 – май 1471. После восстановления на престоле душевнобольного короля Генриха VI его супруга Маргарита Анжуйская отправляется из Францию в Англию со своей невесткой Анной Невилл, чтобы занять место рядом с мужем. Королевский двор встревожен известием о том, что Йорки объединились и возвращаются в Лондон с армией, чтобы вернуть трон Эдуарду. Эдуард тайно приезжает к Елизавете и впервые видит своего новорожденного сына. Маргарет Бофорт приходит в ужас, когда её муж Генри Стаффорд решает сражаться на стороне Йорков. Эдуард одерживает победу в битве при Барнете, во время которой погибает Уорик, а Стаффорд получает серьезные ранения. Маргарита направляется в Уэльс, чтобы объединиться с войсками Джаспера Тюдора, однако Эдуард IV разбивает армию Маргариты в битве при Тьюксбери. Среди погибших оказывается единственный наследник Генриха VI, принц Уэльский Эдуард, а Маргарита попадает в заложники. Ричард Глостер спасает Анну и обещает отвезти её в Лондон к сестре Изабелле. Эдуард возвращает себе корону и трон. Ночью вместе с братьями он убивает спящего Генриха VI. |                                               |             |                    |                 |                                |
| 6 | «Любовь и брак» «Love and Marriage»           | Джейми Пейн | Николь Тейлор      | 21 июля 2013    | 4,59                           |
| 1471 – 1472. Анна Невилл, дочь Уорика и вдова Эдуарда Ланкастерского, умоляет короля Эдуарда о помиловании, заявляя, что отец против воли выдал её замуж, и вместе с Маргаритой Анжуйской заставил восстать против Йорков. Король прощает дочь изменника и назначает своего брата Джорджа, герцога Кларенса, её опекуном. Елизавета обеспокоена растущей привязанностью Эдуарда к его новой любовнице Джейн Шор. Вдобавок она опустошена смертью своего новорожденного сына, совпавшей со смертью её матери Жакетты. Тем временем Джордж удерживает Анну в заточении, чтобы помешать ей вновь выйти замуж, и собирается после смерти её матери Анны Бошан унаследовать всё состояние Уорика. Анна приходит в отчаяние, когда её старшая Изабелла занимает сторону Джорджа, собирающего заточить её в монастырь. Её единственный друг — ещё один брат короля Ричард, герцог Глостер, предлагает ей выйти за него замуж. Маргарет Бофорт следует совету своего покойного мужа Генри и примиряется с Йорками, вступив в брак с одним из ближайших советников короля Эдуарда Томасом Стэнли. |                                               |             |                    |                 |                                |
| 7 | «Яд и мальвазия» «Poison and Malmsey Wine»    | Колин Тиг   | Эмма Фрост         | 28 июля 2013    | 4,58                           |
| 17 августа 1473 – 18 февраля 1478. Эдуард объявляет войну Франции, обещая назначить своего брата Джорджа регентом этой страны. Однако Джордж и Ричард приходят в ярость, когда понимают, что военная кампания является фарсом, на самом деле король Франции Людовик XI предложил Эдуарду заключить мир и откупился золотом. У Елизаветы и Анны рождаются сыновья. Ричард привозит к Анне её мать, чтобы определить судьбу наследства Уорика. Когда вскоре после рождения сына умирает жена Джорджа Изабелла, он обвиняет Елизавету в её отравлении и нанимает колдуна, чтобы противостоять ведьминским чарам. Он также вступает в сговор с королем Людовиком, чтобы убить Эдуарда и занять трон. Оставшись без выбора, Эдуард признает своего брата виновным в государственной измене и приговаривает к смерти. Герцогиня Сесилия, которая любит Джорджа больше своих других сыновей, безуспешно умоляет Эдуарда простить брата. В качестве способа казни Джордж выбирает утопление в бочке с мальвазией. Король соглашается вернуть титул графа Ричмонда сыну Маргарет Бофорт Генриху. |                                               |             |                    |                 |                                |
| 8 | «Король умер» «The King is Dead»              | Колин Тиг   | Малькольм Кэмпбелл | 4 августа 2013  | 4,35                           |
| 1483. Эдуард IV тяжело заболевает. Предчувствуя скорую смерть, он посылает за своим братом Ричардом, герцогом Глостером, и назначает его лордом-протектором до совершеннолетия сына Елизаветы, принца Эдуарда. Не доверяя Глостеру, Елизавета просит своего брата Энтони Риверса позаботиться о том, чтобы принца доставил из Уэльса в Лондон его единоутробный брат Ричард Грей. Однако по дороге их перехватывает Глостер, и принца помещают в заточение в лондонский Тауэр, где он должен ожидать своей коронации. Энтони привечает у себя отлучённую от двора любовницу короля Эдуарда Джейн Шор и умоляет Елизавету сотрудничать с Глостером, но Маргарет Бофорт и её муж Томас Стэнли сеют смуту и недоверие в обоих лагерях. Сын Маргарет Генрих Тюдор, наследник рода Ланкастеров, находящийся в изгнании вместе с дядей Джаспером Тюдором, также намерен бороться за престол. Тем временем герцог Бекингем действует в собственных корыстных целях и хочет не допустить коронации принца Эдуарда. Елизавета прячет своих детей в Вестминстерском аббатстве; после того, как Бекингем требует отправить её младшего сына Ричарда в Тауэр к своему старшему брату, Елизавета отдаёт вместо него мальчика-простолюдина. Жена Ричарда Анна Невилл выступает против коронации Эдуарда, опасаясь, что тем самым Ричард подпишет себе смертный приговор. Парламент объявляет брак короля Эдуарда с Елизаветой незаконным, а их детей — бастардами. Глостер, изначально защищавший своих племянников, казнит Энтони Риверса и Ричарда Грея за измену и восходит на престол как Ричард III.                                                          |                                               |             |                    |                 |                                |
| 9 | «Принцы в Тауэре» «The Princes in the Tower»  | Колин Тиг   | Эмма Фрост         | 11 августа 2013 | 4,16                           |
| 1483. Стэнли советует Маргарет сделать всё, чтобы два юных принца не выжили. Безуспешно искав знак от Бога, она дает указание своим людям убить мальчиков. Анна Невилл, теперь королева, намекает Брэкенбери, что она предпочла бы, чтобы они умерли. Попытка «освободить» провалилась. Бекингема убеждают присягнуть на верность Генриху Тюдору и подразумевается, что он совершил убийство. Два мальчика в башне (принц Уэльский и самозванец, отправленный Елизаветой) исчезли, предположительно умерли, и король Ричард возвращается в Лондон, чтобы разыскать их; Анна чувствует раскаяние, задаваясь вопросом, несет ли она ответственность. После того, как Ричард навещает Елизавету в убежище и уверяет ее, что он не сыграл никакой роли в смерти ее сыновей, она понимает, что Маргарет обманула ее, и проклинает убийцу мальчиков. Бекингем, неспособный объединить усилия с Джаспером Тюдором, схвачен и казнен, и Стэнли находится под домашним арестом за роль в неудавшемся восстании. |                                               |             |                    |                 |                                |
| 10 | «Финальная битва» «The Final Battle»          | Колин Тиг   | Эмма Фрост         | 18 августа 2013 | 4,41                           |
| 1483 – 22 августа 1485. Король Ричард III, уверенный в своем правлении, начинает интересоваться своей племянницей, Елизаветой Йоркской. Его жена Анна ревнует, но Ричард утверждает, что он только пытается предотвратить брачный союз Елизаветы с Генрихом Тюдором. Елизавета предупреждает свою дочь о проклятии, которое они наложили на убийцу принца Эдуарда (что его дети и внуки умрут от болезни в раннем возрасте). После смерти их единственного сына умирает озлобленная и убитая горем Анна. С раскаянием, Ричард отзывает Елизавету. Леди Бофор все еще находится под домашним арестом, и между ней и молодой Елизаветой Йоркской, которая была отправлена, чтобы остаться с ней, есть трения; Елизавета считает, что она станет королевой независимо от того, кто выиграет битву. Когда Генрих Тюдор готовится пересечь Канал, происходит солнечное затмение; Маргарет видит в этом послание от Бога, что Генрих станет королем. Она бросает вызов своему заключению, чтобы поехать в Босворт, где она умоляет Стэнли сражаться против короля, но он отказывается, потому что Ричард держит его сына в заложниках. Маргарет видит Джаспера и идет поговорить с Генрихом перед битвой. У Тюдора не все в порядке, пока люди Стэнли не атакуют силы короля. Ричард убит. Когда Стэнли становится на колени, чтобы предложить Генри корону, Маргарет объявляет себя «Margaret Regina», приказывая мужу оставаться на коленях. Елизавету посещает ее пропавший сын Ричард, маскирующийся под «Перкина», и предупреждает его не мстить. Она говорит своей дочери, что она выйдет замуж за Тюдора и станет королевой, как она сама когда-то. |                                               |             |                    |                 |                                |

## Места съёмок
Основная часть съёмок проходила в Бельгии, в Брюгге, Генте и их окрестностях. Готический зал городской ратуши Брюгге стал местом съёмок Вестминстерского дворца. Церковь Богоматери заменила собой Капеллу Святого Стефана, зал заседаний Палаты общин. На исторической улочке Святого духа снимались сцены на улицах средневекового Лондона. Тауэр снимали в Базилике Святой Крови.
В Генте съёмки проходили в замке Гравестин, в аббатстве Святого Петра, в аббатстве Святого Бавона, в замке Герерда Дьявола, в торговых рядах, в Соборе Святого Бавона. Помимо этого натурными площадками послужили города Рембеке и Дамме — всего 23 площадки для первых трёх эпизодов. Остальные интерьеры и площадки были сооружены недалеко от завода Philips.

## Критика
В Великобритании сериал получил смешанные отзывы.
Сэм Волластон из The Guardian похвалил проработку героев сериала. Он также высоко оценил романтические элементы шоу.
Джерард О'Донован из The Daily Telegraph похвалил работу актёров и захватывающую драму.
Том Сатклифф из The Independent назвал шоу «менее правдоподобным, чем «Игра престолов»», но пришел к выводу, что «это шоу доставит подлинное удовольствие многим».
Джоан Остроу из The Denver Post назвала сериал «сексуальным, вдохновляющим и жестоким».
Линда Штази из New York Post согласилась, что шоу стало хитом, заявив, что ««Белая Королева» является королевским победителем».
Сериал был трижды номинирован на 71-й премии «Золотой глобус».